# Pour l'Amour des Chiens
Pour l'Amour des Chiens è il sesto album in studio del gruppo musicale britannico Bonzo Dog Doo-Dah Band, pubblicato nel 2007, a 35 anni di distanza dal precedente.

## Tracce
1. Pour l'Amour des Chiens
2. Let's All Go to Mary's House
3. Hawkeye the Gnu
4. Making Faces at the Man in the Moon
5. Fiasco
6. Purple Sprouting Broccoli
7. Old Tige
8. Wire People
9. Salmon Proust
10. Democracy
11. I Predict a Riot
12. Paws
13. And We're Back
14. We Are Normal
15. L'Essence d'Hooligan
16. Early Morning Train
17. My Friends Outside
18. For the Benefit of Mankind
19. Beautiful People
20. Ego Warriors
21. Cockadoodle Tato
22. Tiptoe Through the Tulips
23. Sudoku Forecast
24. Now You're Asleep
25. Jean Baudrillard